# Stefania Ordyńska
Stefania Ordyńska (wł. Julia Stefania Ordyńska-Morawska z domu Stadnik) (ur. 16 lutego 1882 w Wielopolu Skrzyńskim, zm. 10 lutego 1968 we Wrocławiu) – polska malarka.

## Życiorys

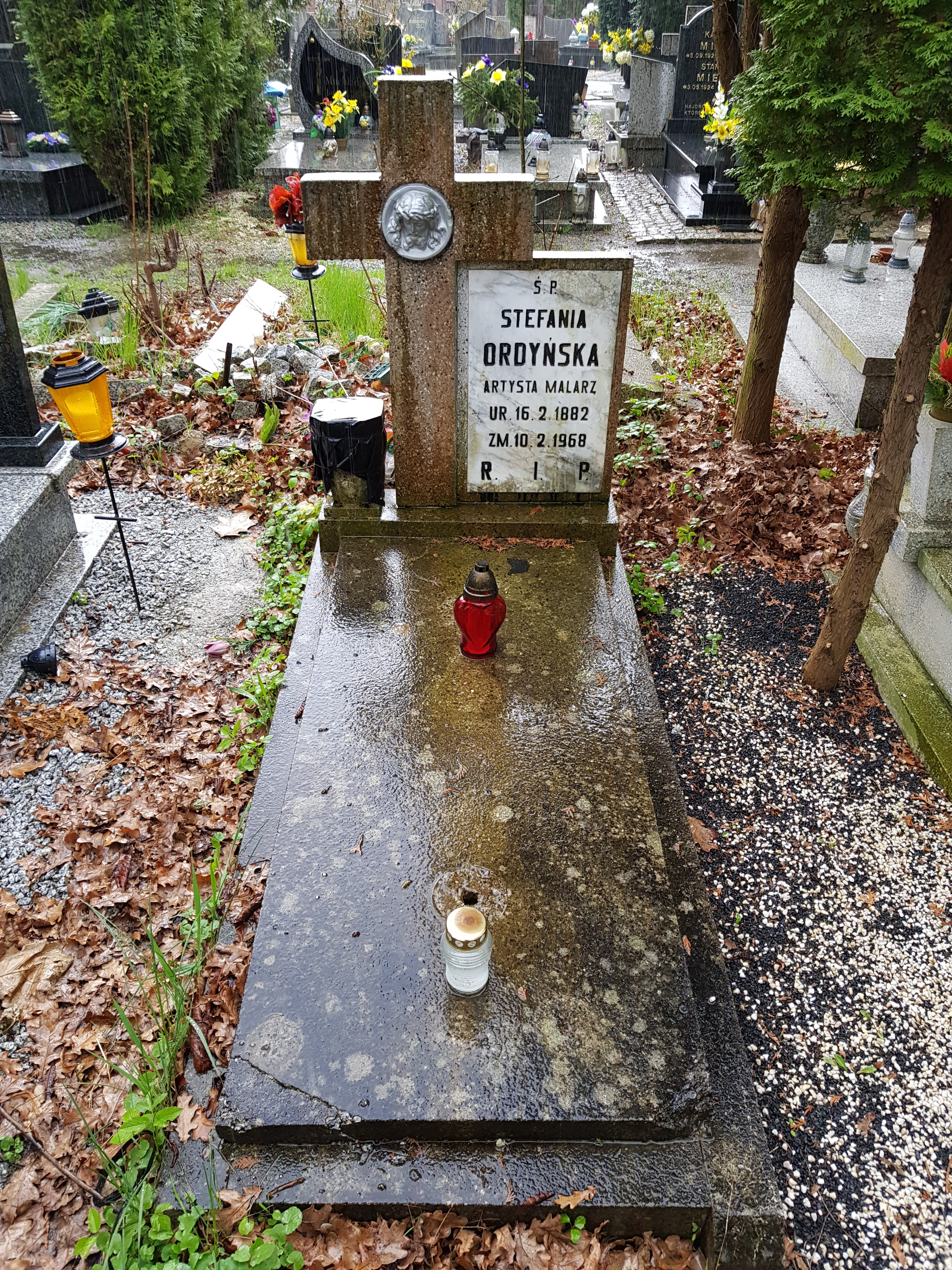
Grób Stefanii Ordyńskiej na Cmentarzu Grabiszyńskim we Wrocławiu

Córka Aleksandra Stadnika i Marii z Rzepków. Od dzieciństwa przejawiała talent plastyczny, zachęcana przez ojca do rysowania i malarstwa. Po ukończeniu gimnazjum w Brzesku wyjechała do Krakowa, gdzie studiowała na Akademii Sztuk Pięknych. 18 stycznia 1903 poślubiła Ryszarda Ordyńskiego, który był wówczas nauczycielem. W 1908 otrzymała z uczelni list polecający i wyjechała do Rzymu, a następnie do Florencji, gdzie uzupełniała wykształcenie poznając malarstwo włoskiego gotyku i renesansu. W 1910 wyjechała do Paryża, rok później rozwiodła się z Ryszardem Ordyńskim. Przebywając w Paryżu przebywała w środowisku bohemy z Montparnasse, wystawiała prace na Salonach Jesiennych, przyjaźniła się z Olgą Boznańską. W 1916 przebywała w Rákoskeresztúr, a rok później w Lozannie. W 1919 przebywała w Brnie, a następnie przyjechała do Brzeska. 20 października 1920 poślubiła Włodzimierza Morawskiego, inżyniera elektryka z Warszawy. Latem 1939 przyjechała do Warszawy w związku z planowaną wystawą indywidualną jej prac, która miała się odbyć jesienią w Zachęcie. Wybuch II wojny światowej pokrzyżował te plany oraz uniemożliwił artystce powrót do Paryża, wyjechała wówczas do siostry mieszkającej w Brzesku i tam spędziła całą okupację, działała w Armii Krajowej, fałszowała dokumenty, tworzyła falsyfikaty. Podczas wojny utraciła paryskie mieszkanie i pracownię, a podczas powstania warszawskiego spłonęły jej prace. Po 1945 mieszkała w Krakowie, ale często przebywała w Brzesku, wstąpiła do krakowskiego oddziału Związku Polskich Artystów Plastyków. W czerwcu 1947 wyjechała do Paryża, niestety nie udało jej się zdobyć własnej pracowni i zmuszona była korzystać z pomocy znajomych. Nie mogąc się odnaleźć w poczuciu osamotnienia podjęła decyzję o powrocie na stałe do Polski, 18 czerwca 1962 zamieszkała u krewnych we Wrocławiu. Zmarła 10 lutego 1968, pochowana została na Cmentarzu Grabiszyńskim.
W 1962 została odznaczona przez Prezydenta Polski na Uchodźstwie Krzyżem Oficerskim Orderu Odrodzenia Polski "za zasługi na polu twórczości artystycznej". 

## Twórczość
Debiutowała na Salonie Jesiennym w 1910, wystawiała tam prace również w latach 1912, 1913, 1920-1922, 1926, 1927, 1932-1938, 1947-1951, 1953-1956 i w 1958. W marcu 1915 wystawiła prace na zorganizowanej przez Towarzystwo Artystów Polskich wystawie w galerii Artistes Modernes, w maju tego samego roku uczestniczyła w wystawie Polskiego Towarzystwa Historyczno-Literackiego w Paryżu. Ponadto jej prace były wystawiane w Paryżu w 1929, 1933, 1934, 1935, 1938, 1948, ponadto wystawiała w Brukseli, Amsterdamie, Florencji, Nowym Jorku, Chicago oraz na Wystawie Sztuki Sakralnej w Rzymie w 1950. Razem z Olgą Boznańską, Melą Muter, Janem Peske, Romanem Kramsztykiem prezentowała prace na wystawach organizowanych w Galerie des Beaux-Arts, Muzeum Crillon, galerii Art et Artistes Polonais. W Polsce prace prezentowano w Domu Sztuki w Katowicach (1937), Łodzi (1938) i Warszawie. Stefania Ordyńska była przede wszystkim pejzażystką, tworzyła widoki Paryża, Bretanii, Prowansji i Pirenejów. Nie obca jej była tematyka marynistyczna, sceny rodzajowe z rybakami, ale także portery i akty.